# Onze-Lieve-Vrouw-van-Altijddurende-Bijstandkapel (Stokrooie)
De Onze-Lieve-Vrouw-van-Altijddurende-Bijstandkapel of kapel van Hamelheide is een kapel ten westen van het gehucht Stokrooie in de Belgische gemeente Hasselt. De kapel is gewijd aan de Onze-Lieve-Vrouw van Altijddurende Bijstand.
De kapel is gelegen aan de Goorstraat in een bos- en vijverrijk gebied tussen natuurreservaat de Platwijers in het oosten en Bolderberg in het westen.

## Geschiedenis
De geschiedenis herhaalt zich wordt weleens beweerd. Eeuwen geleden ontstond er een bidplaats te Stokrooie. Eerst bouwde men daar een kapel, later de Sint-Amanduskerk. Vandaag bestaat er een tweede bidplaats in het uiterste oosten, in de bossen nabij de grens met Zolder, Zonhoven en Kuringen. Daar bevindt zich de huidige kapel van Hamelheide. De bedevaartgangers roepen er Onze-Lieve-Vrouw van Altijddurende Bijstand aan.
Toen de Hasselaar Frans Machiels in 1944 als treinmachinist zich te midden van de hevige bombardementen op het Hasseltse spoorwegstation bevond bad hij tot Onze-Lieve-Vrouw en beloofde haar een kapel te zullen bouwen als hij het er levend vanaf zou brengen. Hij overleefde het en de beloofde kapel kwam er op een stuk grond dat hij op de Hamelheide bezat.
In 1988 werd de kapel overgedragen aan het stadsbestuur van Hasselt.
Al sinds 50 jaar is deze kapel een gebedshuis. Op zaterdag 1 mei 2004 werd dit jubileum op luisterrijke wijze gevierd.
De kapel wordt wel eens geteisterd door vandalisme, zoals bijvoorbeeld meermaals in mei 2018.

## Nu
Vandaag wordt deze bidplaats nog steeds druk bezocht door bedevaartgangers. Met de steun van enkele trouwe vrienden wordt deze kapel met kruisweg onderhouden. Menige bedevaarder vindt er troost en bijstand, geen fietser of wandelaar passeert er zonder even halt te houden bij de kapel van “Onze-Lieve-Vrouw van Altijddurende bijstand”

## Interieur
Op het altaar staat een beeld van Onze-Lieve-Vrouw van Altijddurende Bijstand. De nis met het beeld van Onze-Lieve-Vrouw van Hamelheide wordt geflankeerd door een Sint-Jozefsbeeld en een beeldje van de Zalige Pater Valentinus. De binnenkapel is versierd met witte bloemen en vele dankbetuigingen.